# CHL Top Scorer Award

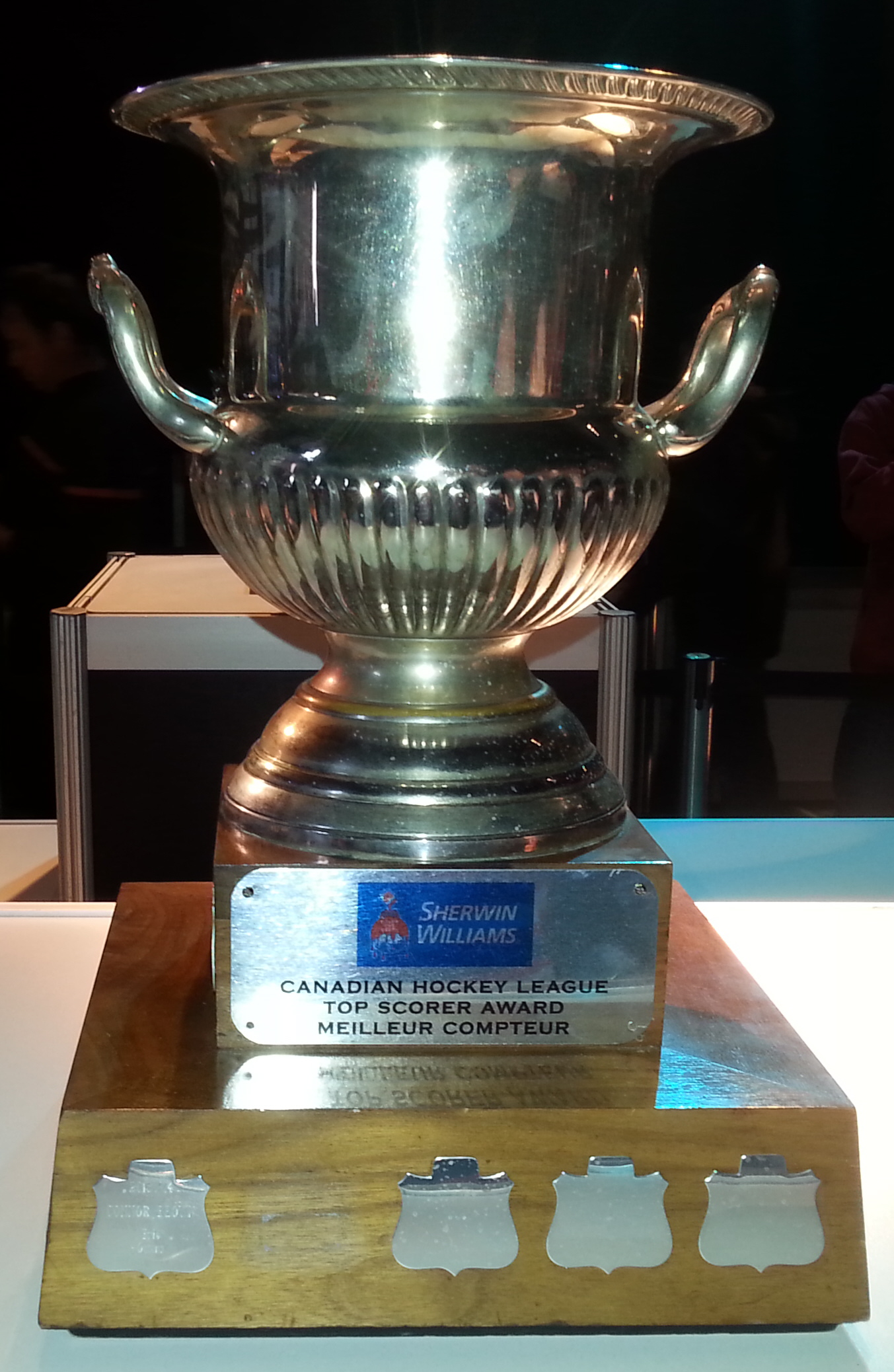
Trofej CHL Top Scorer Award.

CHL Top Scorer Award je každoročně udělované hokejové ocenění nejproduktivnějšímu hráči, působícímu v některé z lig, které zastřešuje Canadian Hockey League.

## Držitelé CHL Top Scorer Award
| Sezóna  | Hráč                          | Tým                          | Liga      | Body |
| ------- | ----------------------------- | ---------------------------- | --------- | ---- |
| 2016/17 | Sam Steel                     | Regina Pats                  | WHL       | 131  |
| 2015/16 | Conor Garland                 | Moncton Wildcats             | QMJHL     | 128  |
| 2014/15 | Dylan Strome Conor Garland    | Erie Otters Moncton Wildcats | OHL QMJHL | 129  |
| 2013/14 | Connor Brown                  | Erie Otters                  | OHL       | 128  |
| 2012/13 | Brendan Leipsic Nicolas Petan | Portland Winterhawks         | WHL       | 120  |
| 2011/12 | Brendan Shinnimin             | Tri-City Americans           | WHL       | 134  |
| 2010/11 | Linden Vey                    | Medicine Hat Tigers          | WHL       | 116  |
| 2009/10 | Brandon Kozun                 | Calgary Hitmen               | WHL       | 107  |
| 2008/09 | Yannick Riendeau              | Drummondville Voltigeurs     | QMJHL     | 126  |
| 2007/08 | Justin Azevedo                | Kitchener Rangers            | OHL       | 124  |
| 2006/07 | Patrick Kane                  | London Knights               | OHL       | 145  |
| 2005/06 | Alexandr Radulov              | Québec Remparts              | QMJHL     | 152  |
| 2004/05 | Sidney Crosby                 | Rimouski Océanic             | QMJHL     | 168  |
| 2003/04 | Sidney Crosby                 | Rimouski Océanic             | QMJHL     | 135  |
| 2002/03 | Corey Locke                   | Ottawa 67’s                  | OHL       | 151  |
| 2001/02 | Pierre-Marc Bouchard          | Chicoutimi Saguenéens        | QMJHL     | 140  |
| 2000/01 | Simon Gamache                 | Val-d'Or Foreurs             | QMJHL     | 184  |
| 1999/00 | Brad Richards                 | Rimouski Océanic             | QMJHL     | 186  |
| 1998/99 | Mike Ribeiro                  | Rouyn-Noranda Huskies        | QMJHL     | 167  |
| 1997/98 | Ramzi Abid                    | Chicoutimi Saguenéens        | QMJHL     | 135  |
| 1996/97 | Pavel Rosa                    | Hull Olympiques              | QMJHL     | 152  |
| 1995/96 | Daniel Brière                 | Drummondville Voltigeurs     | QMJHL     | 163  |
| 1994/95 | Marc Savard                   | Oshawa Generals              | OHL       | 139  |
| 1993/94 | Jason Allison                 | London Knights               | OHL       | 142  |